# Гаррі Поттер і Смертельні реліквії: Частина 1
«Гаррі Поттер і Смертельні реліквії: Частина 1» (англ. Harry Potter and the Deathly Hallows – Part 1) — британо-американське фентезі 2010 року, зняте режисером Девідом Єйтсом за однойменним романом Дж. К. Роулінг. Це передостанній фільм серії, перша з двох частин екранізації книги «Гаррі Поттер і Смертельні реліквії». Сценарій стрічки написав Стів Кловз, продюсерські функції виконали Девід Гейман, Девід Баррон і Джоан Роулінг.
Зйомки фільму стартували 19 лютого 2009 року та завершились 12 червня 2010. Світова прем'єра стрічки відбулася 19 листопада 2010 року. В українських кінотеатрах «Смертельні реліквії: Частина 1» стартувала 18 листопада (у деяких містах — 17 грудня) того ж року.
За перший вік-енд широкого прокату картина заробила 330 млн $, що є третім найкращим результатом франшизи, найкращим показником 2010 року, а також 17 найкращим стартом за всю історію. Заробивши понад 960 млн $ загальних зборів, фільм став третім найкасовішим фільмом 2010, третім за зборами фільмом «Поттеріани» та 34 у списку найкасовіших фільмів. «Смертельні реліквії: Частина 1» отримав дві номінації на премію «Оскар».

## Сюжет
Гаррі, Рон і Герміона вирушили в небезпечну подорож, щоб знайти і знищити таємницю безсмертя Волдеморта — горокраси. Самі по собі, без захисту і допомоги професора Дамблдора, друзі тепер повинні покладатися один на одного більше, ніж будь-коли. Але кожен відкривається з нового, темного боку, що може віддалити їх одне від одного.
Тим часом, у світі чарівників стає небезпечно усім ворогам Темного Лорда. З початком війни смертежери, взяли під свій контроль Міністерство магії і Гоґвартс. Підвладне Темному Лордові Міністерство тероризує і арештовує всіх повстанців та маґлородців. Але найбажаніший приз Волдеморта — Гаррі Поттер — усе ще на волі. Тепер, за його наказом, усі прагнуть вполювати Обраного.
Шукаючи горокракси, Гаррі з друзями розкриває стару легенду про Смертельні Реліквії — воскресальний камінь, бузинову паличку й плащ-невидимку. І якщо легенда виявиться правдою, Реліквії можуть дати Волдемортові ту саму владу, якої він шукає.
Завершується Перша частина втечею Гаррі, Рона, Герміони, Луни, Діна, пана Олівандера та Добі з Помешкання Мелфоїв. Белатриса Лестранж кидає кинджал і вбиває вільного ельфа-домовика Добі. Друзі опиняються у Котеджі Мушля, де ховають Добі і обдумують план подальших дій.
Тим часом Волдеморт опиняється на території Гоґвортсу на березі Чорного Озера. Він розколює своєю тисовою паличкою мармурову гробницю Дабмлдора і забирає Бузинову Паличку.

## У ролях
| Актор                 | Роль                   |
| --------------------- | ---------------------- |
| Деніел Редкліфф       | Гаррі Поттер           |
| Емма Вотсон           | Герміона Ґрейнджер     |
| Руперт Грінт          | Рональд Візлі          |
| Гелена Бонем Картер   | Белатриса Лестранж     |
| Роббі Колтрейн        | Рубеус Геґрід          |
| Томас Фелтон          | Драко Мелфой           |
| Рейф Файнс            | Лорд Волдеморт         |
| Брендан Глісон        | Аластор «Дикозор» Муді |
| Джон Герт             | Гаррік Олівандер       |
| Ріс Іванс             | Ксенофілій Лавґуд      |
| Джейсон Айзекс        | Луціус Мелфой          |
| Білл Наї              | Руфус Скрімджер        |
| Алан Рікман           | Северус Снейп          |
| Девід Тьюліс          | Ремус Люпин            |
| Марк Вільямс          | Артур Візлі            |
| Еванна Лінч           | Луна Лавґуд            |
| Джулі Волтерс         | Молі Візлі             |
| Донал Глісон          | Білл Візлі             |
| Імелда Стонтон        | Долорес Амбридж        |
| Гаррі Меллінг         | Дадлі Дурслі           |
| Джеймі Кемпбелл Бовер | Ґелерт Ґріндельвальд   |
| Клеманс Поезі         | Флер Делякур           |
| Тобі Джонс            | Добі                   |
| Ворвік Девіс          | Крюкохват              |
| Саймон Макберні       | Крічер                 |
| Ральф Айнесон         | Емікус Керроу          |
| Джошуа Гердман        | Грегорі Гойл           |
| Мішель Фейрлі         | місіс Ґрейнджер        |

## Український дубляж
Фільм дубльовано студією «CineType».
- Переклад Олега Колеснікова;
- За редакцією Віктора Морозова;
- Режисер дубляжу — Анна Пащенко;
- Звукорежисер — Олександр Мостовенко;
- Координатор дубляжу — Катерина Фуртас.

Ролі дублювали: Павло Скороходько (Гаррі Поттер), Марина Локтіонова (Герввона Ґрейнджер), Андрій Федінчик (Рон Візлі), Олена Бліннікова (Белатриса Лестрандж), Андрій Самінін (Лорд Волдеморт), Юрій Гребельник (Северус Снейп), Василь Мазур (Рубеус Геґрід), Валентина Гришокіна (Мінерва МакҐонеґел), Микола Боклан (Луціус Мелфой), Владислав Пупков (Алостор Муді), Неоніла Білецька (Мюріель), Євген Шах (Албус Дамблдор), Борис Георгієвський (Кінґслі Шеклболт), Євген Пашин (Ремус Люпин), Олена Узлюк (Долорес Амбридж), Олег Лепенець, Валерій Шептекіта, Михайло Кришталь, В'ячеслав Гіндін, Олена Яблучна, Андрій Мостренко, Михайло Войчук, Дмитро Гаврилов та інші.

## Виробництво

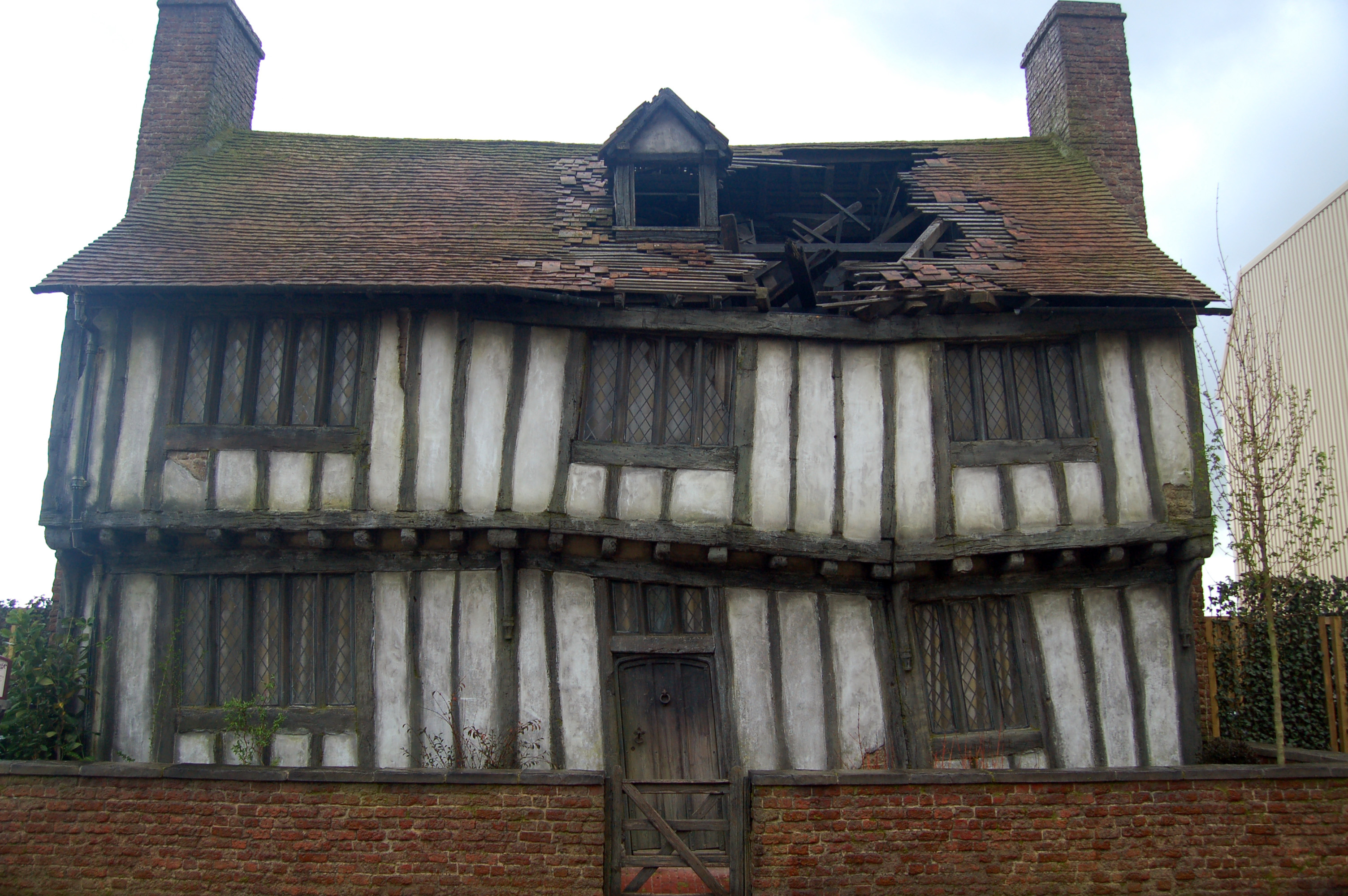
Будинок Поттерів у Ґодриковій Долині.

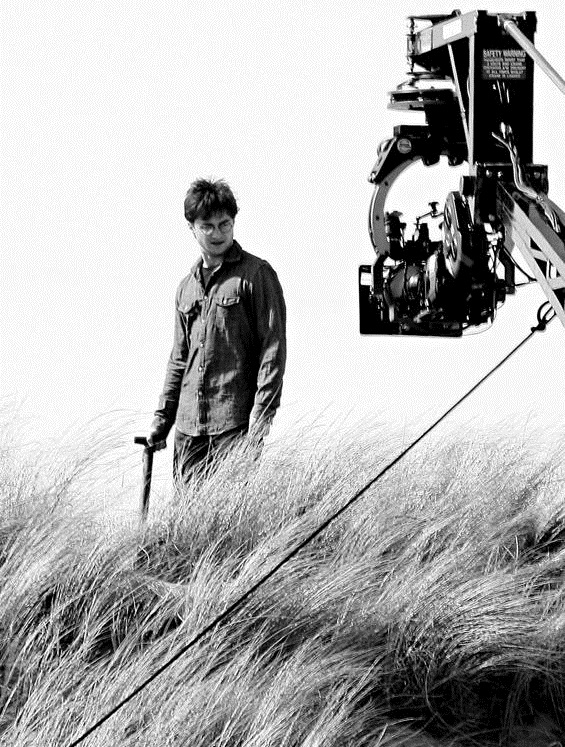
Деніел Редкліфф під час зйомок фінальних сцен фільму у Пембрукширі.

«Частина 1» і «Частина 2» знімались послідовно з 19 лютого 2009 по 12 червня 2010 року. Режисер Девід Єйтс описав «Частину 1» як «реалістичний»; «дорожній фільм», близький до «документального веріте». Ідея розбити початково запланований один фільм на два належить виконавчому продюсерові Лайонелу Віграму. Спочатку до пропозиції поставилися скептично, але після обговорень між Девідом Гейманом і Стівеном Кловзом розділення на частини погодили.
Зовнішній вигляд будинку Мелфоїв оснований на Хардвік-холлі. Для зйомок переслідування смертежерами Гаррі та Геґріда на мотоциклі використали дартфордську переправу через Темзу. Декорації для сцен на природі будувалися прямо в лісах.

## Музика
У січні 2010 на пост композитора Єйтс затвердив Александра Деспла. Він створював музику протягом літа 2010 разом із Лондонським симфонічним оркестром. Деспла зазначив, що використовував «Тему Гедвіґи», створену Джоном Вільямсом, у своїх композиціях.  Музичний супровід Александр Деспла завершив у вересні. Оркестровка була розпочата 14 серпня 2010 із Конрадом Поупом (оркестратор перших трьох фільмів Поттеріани) і за участі Деспла. 
У сцені танцю Гаррі та Герміони звучить пісня «O Children» гурту Nick Cave and the Bad Seeds.
Музика до трейлерів «Смертельних реліквій» включає дві композиції Brand X. Перша, «Секрет Чаклуна» (англ. the Sorcerer's Secret), звучить у перших трьох тизерах фільму, а друга — в основному трейлері до обох частин. У третьому трейлері до «Частини 1», використовуються три нові пісні: Amphibious Zoo — «Привид Війни» (Ghost Of War), Position Music — «Небезпека» (Menace), і заключна від Immediate Music — «Кінець днів» (англ. The End Of Days).

## Касові збори
Протягом нічних передпоказів «Гаррі Поттер і Смертельні реліквії: Частина 1» зібрав 24 млн $, побивши попередній рекорд франшизи, встановлений фільмом «Гаррі Поттер і Напівкровний Принц», який зібрав 22,2 млн. Це також третій результат серед найкращих опівнічних показів після «Сутінки. Сага: Затемнення» та Сутінки. Сага: Молодий місяць. Стрічка побила рекорд зборів за нічні покази в IMAX, заробивши 1,4 млн $; попередній рекорд — 1 млн $ — належав фільму «Сутінки. Сага: Затемнення». Усі рекорди пізніше було перевершено сиквелом картини.

### США
У США картина у перший день досягла відмітки 61,7 млн $, що на той час було шостим найкращим результатом. Попередній рекорд «Поттеріани» (58,2 млн $) належав «Напівкровному Принцу»; пізніше цей показник було перевершено заключною частиною. За прем'єрний вік-енд стрічка заробила 125 мільйонів доларів, що було найкращою відміткою франшизи до виходу у прокат «Смертельних реліквій: Частина 2». На той момент фільм зайняв друге місце серед найкращих зборів за прем'єрні вихідні у листопаді та другу позицію серед найкращих зборів у прем'єрний вік-енд у США та Канаді за 2010 рік (після фільму «Залізна людина 2»). Фільм залишався на першому місці прокату протягом двох тижнів.

### Світові
У Великій Британії, Ірландії та Мальті, фільм побив рекорди приросту зборів першої п'ятниці (5,9 млн £), суботи (6,6 млн £) і неділі брутто (5,7 млн £). Також стрічка встановила рекорд найбільшого прибутку за один день (6,6 млн £) і найбільших зборів за перші три дні прокату (18 319 721 £), перегнавши «Квант милосердя», що зібрав 15,4 млн £. Картина зібрала 86 020 929 $, ставши другою найкасовішою 2010 року у Великій Британії, після «Історії іграшок 3».
За межами Північної Америки, фільм зібрав близько 205 млн $ за перший вік-енд, що стало шостим найкращим результатом за весь час, найвищим результатом 2010 року та другим найкращим досягненням у серії фільмів про Гаррі Поттера. За перший вік-енд фільм зібрав 30 мільйонів світових касових зборів, зайнявши 17 місце у списку найкращих касових зборів за перший вік-енд.

### Україна
За прем'єрний вік-енд в Україні «Гаррі Поттер і Смертельні реліквії: Частина 1» заробив 1 400 650 $ (11 137 969 ₴), що на даний момент є 15 найкращим результатом в українському прокаті за весь час і другим найвищим показником франшизи, поступаючись лише фільму «Гаррі Поттер і Смертельні реліквії: Частина 2» (1 437 500 $). За другий тиждень прокату (25—28 листопада) збори картини впали на 55 % і досягли 630 870 $ (4 961 162 ₴). Фільм протримався в лідерах українського прокату три тижні. Загальні збори стрічки склали 2 929 841 $, зайнявши третю позицію найкасовіших фільмів українського прокату за 2010 рік.

## Критика
На сайті Rotten Tomatoes кінофільм отримав оцінку в 78 % (203 схвальних відгуків і 56 несхвальних). На сайті Metacritic рейтинг фільму становить 65 зі 100. На IMDb рейтинг становить 7,7 з 10.

## Домашнє відео
Український інтернет-магазин Yakaboo наприкінці березня 2011 оголосив про початок продажу DVD фільму «Гаррі Поттер та Смертельні реліквії: Частина 1» з 15 квітня, тобто на день пізніше від американського релізу. 15 квітня 2011 року відбувся реліз фільму на українському домашньому відео у дводисковому Blu-Ray, одно- та дводисковому DVD варіантах.
З 2 січня по 13 лютого французьке відділення інтернет-магазину Amazon приймало попередні замовлення на локалізований варіант DVD та Blu-Ray дисків фільму. Серед дисків на сайті є обмежена дводискова колекція, що представлена у п'яти різних варіантах обкладинки: з Доббі, Гаррі, Роном, Герміоною та Волдемортом. Обмежене видання включає в себе: один диск з фільмом, бонусний диск з додатковими матеріалами та постер фільму. Усі варіанти записів фільму надійшли у продаж на Amazon 16 квітня 2011 року.
Британський Amazon почав продажі з 11 квітня. На сайті було представлено 5 варіантів запису фільму на DVD та Blu-Ray дисках, а саме: дводискове DVD видання, тридискове Blu-Ray-комбо видання у звичайному та колекційному обмеженому варіантах та збірка усіх фільмів серії до «Смертельних реліквій: Частина 1» під назвою «Гаррі Поттер — Роки 1-7»:Частина 1 у DVD і Blu-Ray варіантах на семи та дев'яти дисках відповідно.
На DVD і Blu-Ray міститься уривок стартової сцени «Частини 2.»